# Nowoborysiwka
Nowoborysiwka (ukr. Новоборисівка) – wieś na Ukrainie, w obwodzie odeskim, w rejonie rozdzielniańskim, siedziba hromady. W 2001 liczyła 2277 mieszkańców, spośród których 2048 wskazało jako ojczysty język ukraiński, 136 rosyjski, 67 mołdawski, 7 bułgarski, 1 białoruski, 2 ormiański, 1 romski, 1 niemiecki, a 16 inny.